# Partido Popular Alemão
O Partido Popular Alemão (Deutsche Volkspartei, DVP) foi um partido nacional liberal alemão fundado por membros do Partido Liberal Nacional. Dirigido por Gustav Stresemann, gradualmente o partido se focou em cooperação com os partidos do centro e esquerda.
Inicialmente, o DVP era um partido opositor à República de Weimar, defendo a restauração da monarquia, mas com o passar dos anos, o partido foi aceitando as instituições republicanas, participando em diversos governos de coligação, em especial com o Partido Social-Democrata.
Após uma disputa com os social-democratas, o partido perdeu praticamente a sua influência com as sucessivas eleições no início da década de 1930, sendo prejudicado pela forte ascensão do Partido Nazi.
Depois da Segunda Guerra Mundial, diversos antigos membros do DVP participaram na fundação do novo partido liberal, o Partido Democrático Liberal.

## Resultados eleitorais

### Eleições legislativas
| Data    | CI. | Votos     | %            | +/- | Deputados | +/- | Status   |
| ------- | --- | --------- | ------------ | --- | --------- | --- | -------- |
| 1919    | 6.º | 1 345 638 | 4,4 / 100,0  |     | 19 / 423  |     | Oposição |
| 1920    | 4.º | 3 919 446 | 13,9 / 100,0 | 9,5 | 65 / 459  | 46  | Oposição |
| 05/1924 | 5.º | 2 694 381 | 9,2 / 100,0  | 4,7 | 45 / 472  | 20  | Governo  |
| 12/1924 | 4.º | 3 049 064 | 10,1 / 100,0 | 0,9 | 51 / 493  | 6   | Governo  |
| 1928    | 5.º | 2 679 703 | 8,7 / 100,0  | 1,4 | 45 / 491  | 6   | Governo  |
| 1930    | 6.º | 1 577 365 | 4,5 / 100,0  | 4,2 | 30 / 577  | 15  | Oposição |
| 07/1932 | 7.º | 436 002   | 1,2 / 100,0  | 3,2 | 7 / 608   | 23  | Oposição |
| 11/1932 | 6.º | 660 889   | 1,9 / 100,0  | 0,7 | 11 / 584  | 4   | Oposição |
| 03/1933 | 7.º | 432 312   | 1,1 / 100,0  | 0,8 | 2 / 647   | 9   | Oposição |

## Membros notáveis
- Max Planck
- Gustav Stresemann
- Referências

1. ↑  Scheck, Raffael (1998). Alfred Von Tirpitz and German Right-wing Politics: 1914 - 1930 (em inglês). [S.l.]: BRILL. ISBN 039104043X